# Přestavlky (Dél-plzeňi járás)
Přestavlky település Csehországban, a Dél-plzeňi járásban. Přestavlky Merklín, Líšina, Dnešice, Soběkury, Stod és Zemětice településekkel határos. Lakosainak száma 226 fő (2024. január 1.).

## Népesség
A település lakosságának változását az alábbi diagram mutatja:
| Lakosok száma | 366  | 446  | 469  | 381  | 243  | 203  | 232  | 231  | 232  | 226  |
|               | 1869 | 1890 | 1921 | 1950 | 1980 | 2001 | 2017 | 2019 | 2022 | 2024 |